# Кливланд (Вирџинија)
Кливланд (енгл. Cleveland) град је у америчкој савезној држави Вирџинија. По попису становништва из 2010. у њему је живело 202 становника.

## Демографија
Према попису становништва из 2010. у граду је живело 202 становника, што је 54 (36,5%) становника више него 2000. године.
| Група             | 2000.       | 2010.       |
| Белци             | 145 (98,0%) | 195 (96,5%) |
| Афроамериканци    | 0 (0,0%)    | 5 (2,5%)    |
| Азијати           | 0 (0,0%)    | 0 (0,0%)    |
| Хиспаноамериканци | 0 (0,0%)    | 0 (0,0%)    |
| Укупно            | 148         | 202         |